# Hospodářské noviny
Hospodářské noviny, kurz HN, (Deutsch: Wirtschaftszeitung) ist eine in Tschechien (früher in der Tschechoslowakei) erscheinende Tageszeitung mit Schwerpunkt auf Ökonomie. Redaktionssitz und Erscheinungsort ist Prag.
Die Hospodářské noviny werden von ECONOMIA a. s. herausgegeben, einer Aktiengesellschaft von Zdeněk Bakala, die zur Dow Jones – Handelsblatt GmbH gehört.
Die verkaufte Auflage liegt bei über 60.000 Exemplaren, die Zeitung wird von etwa 200.000 Menschen gelesen.
Die Hospodářské noviny erscheinen von Montag bis Freitag. Mittwochs enthält die Zeitung die Beilage IN Magazín, die sich mit Freizeit, Reisen, Shopping und Gastronomie befasst. Freitags enthält die Zeitung die Beilage Víkend (Deutsch: Wochenende). Víkend enthält Informationen zu aktuellen Gesellschafts- und Kulturthemen, Lifestyle, Reise, Geschichte und Gastronomie.